# Trycherus chopardi
Trycherus chopardi es una especie de coleóptero de la familia Endomychidae.

## Distribución geográfica
Habita en la República Democrática del Congo, Congo Brazzaville y Gabón.